# Tên lửa chống bức xạ

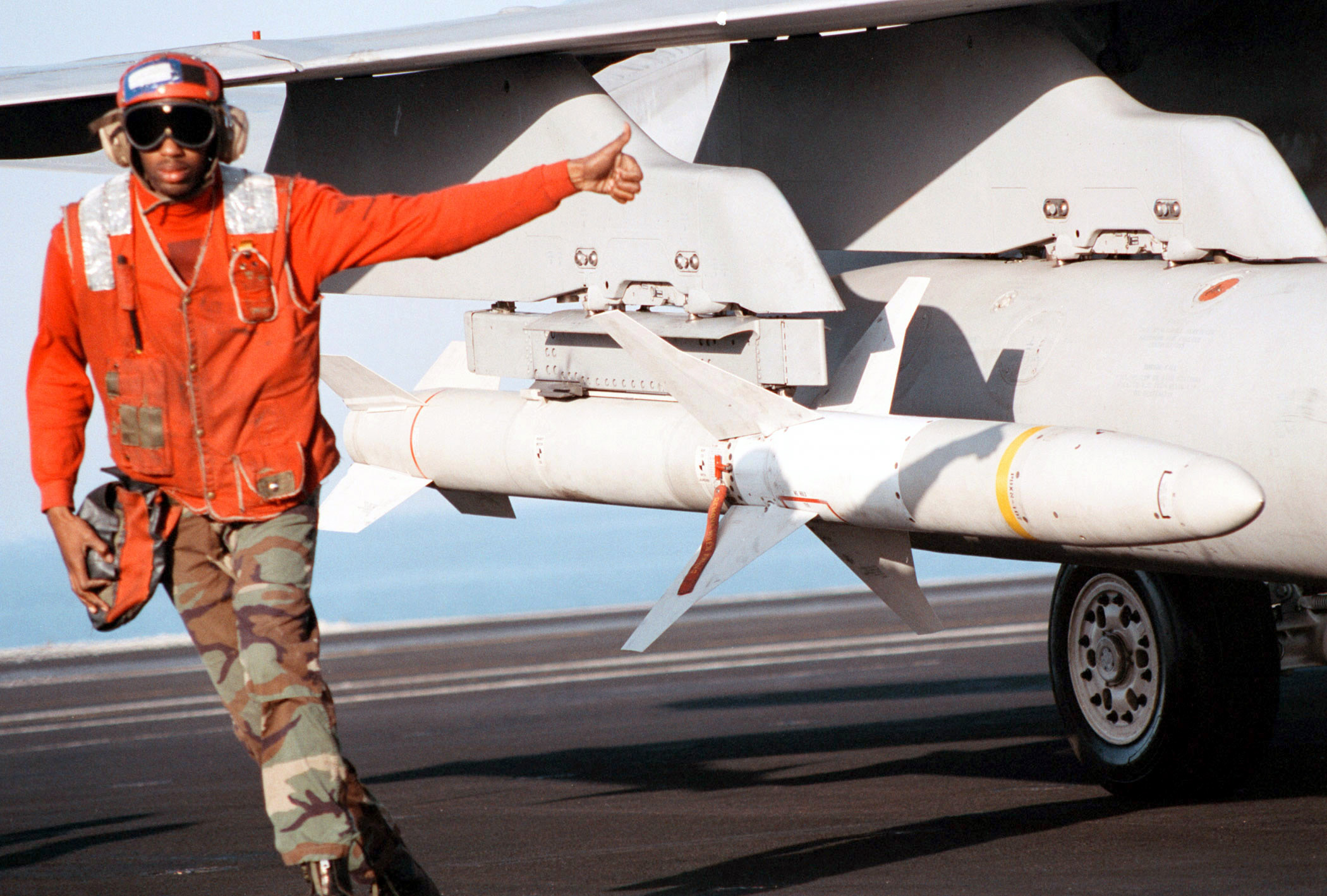
AGM-88 HARM trên một chiếc F/A-18C của Hải quân Hoa Kỳ

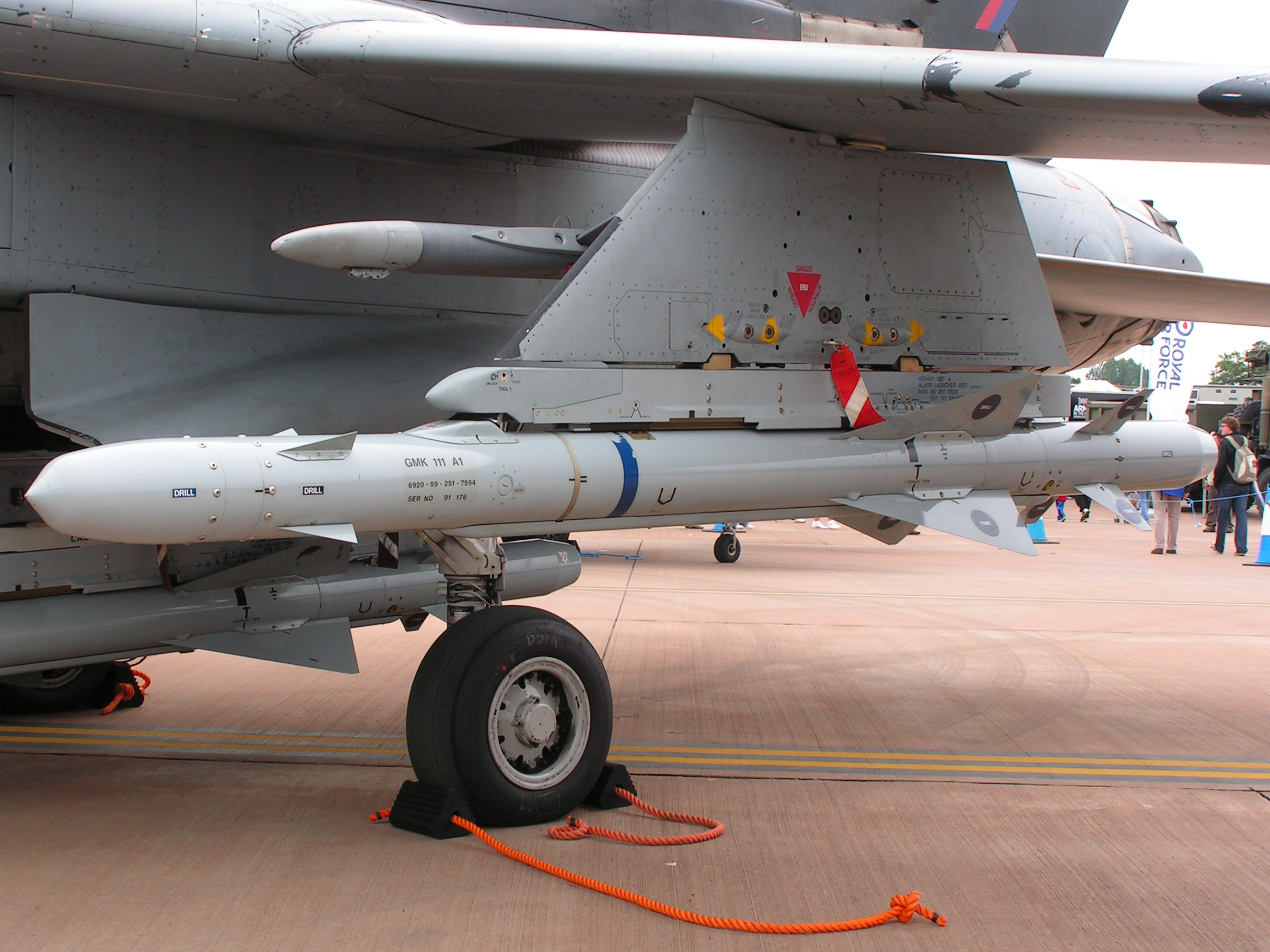
ALARM dưới cánh của một chiếc Tornado

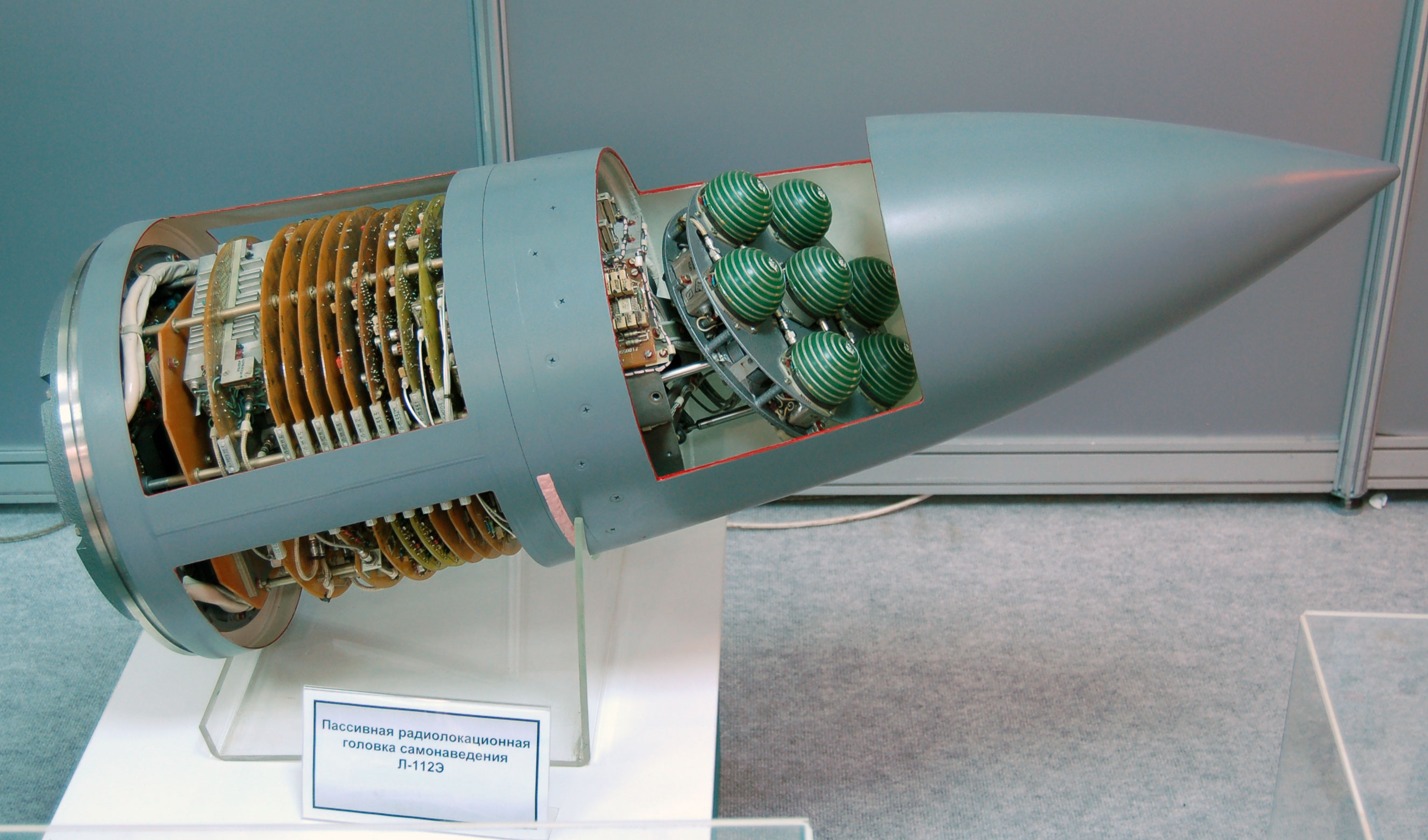
Đầu dò dẫn đường bức xạ thụ động L112E của tên lửa Kh-31

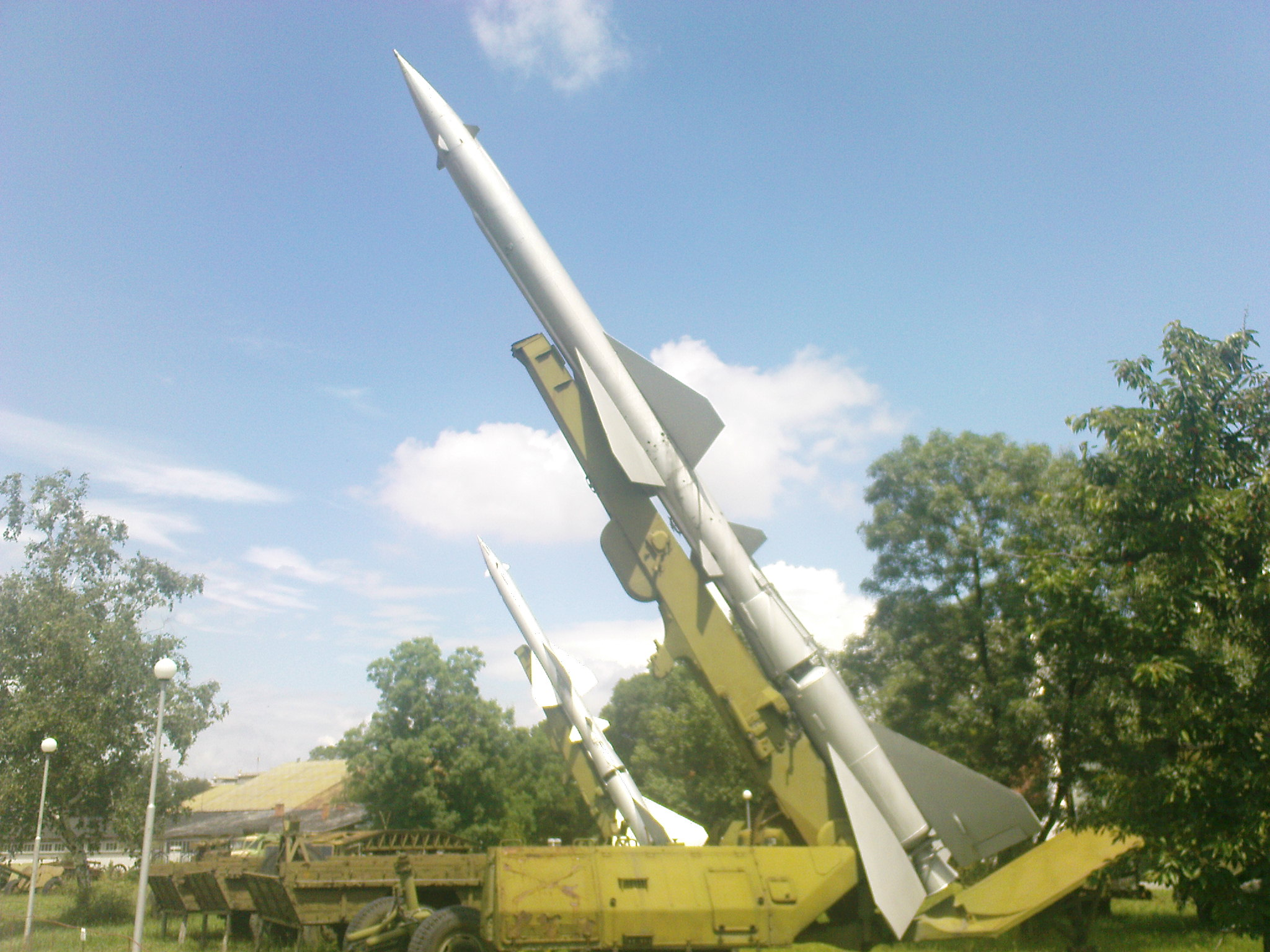
SA-2 Guideline (S-75 Dvina) tại Bảo tàng Lịch sử Quân sự Quốc gia Bulgaria ở Sofia, Bulgaria

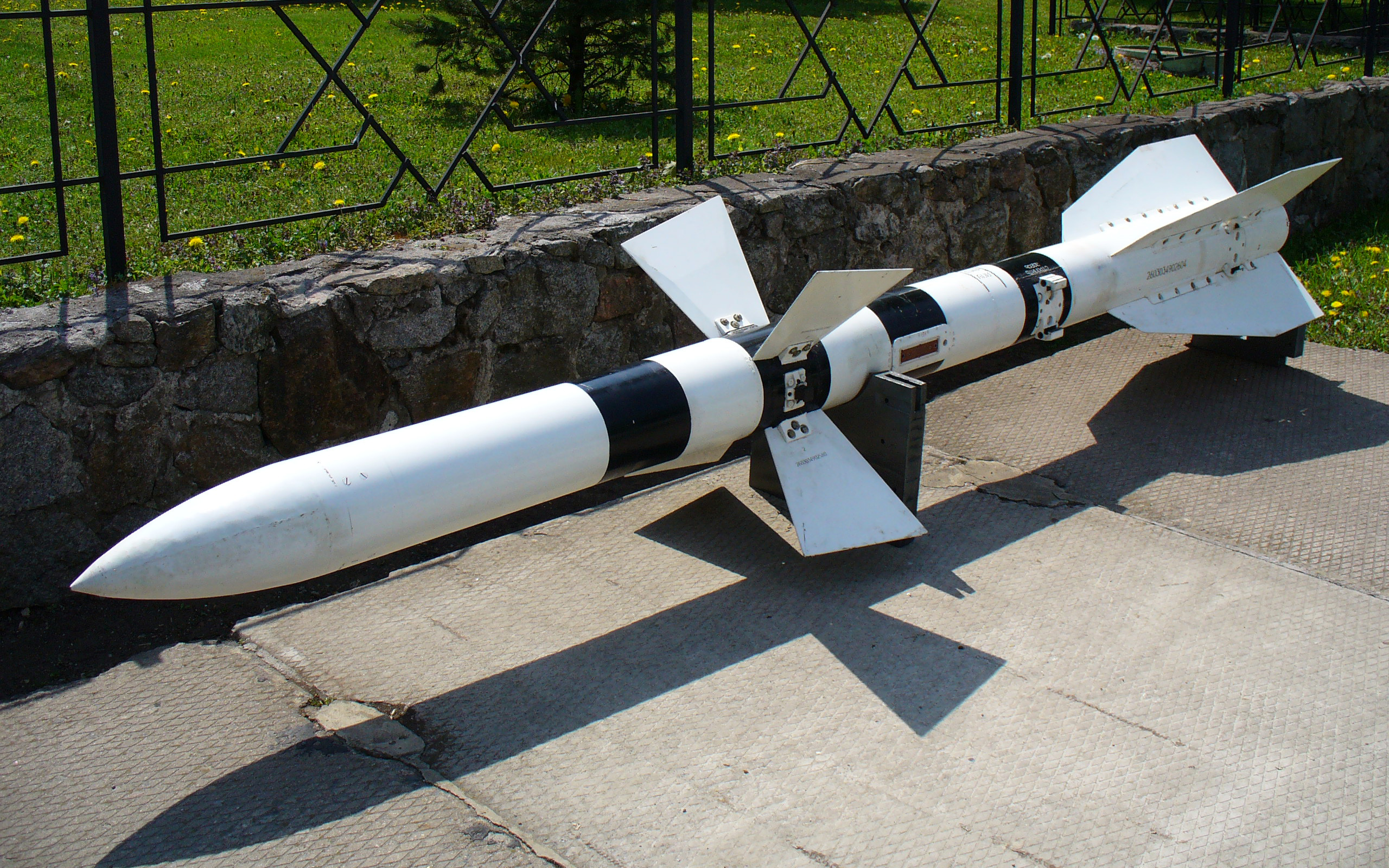
R-27R tại Bảo tàng Không quân Ukraina ở Vinnytsia, Ukraina

Tên lửa chống bức xạ (tiếng Anh: Anti-radiation missile – ARM), còn được gọi là tên lửa dò bức xạ, là loại tên lửa được phát triển để tìm kiếm và tiêu diệt các nguồn phát ra sóng phát xạ vô tuyến của đối phương. Thông thường, chúng được thiết kế để sử dụng chống lại các trạm radar của đối phương, tuy nhiên do tính chất dò nguồn sóng của nó mà các hệ thống gây nhiễu, trạm phát sóng vô tuyến và radio được dùng để liên lạc cũng có thể là mục tiêu của loại tên lửa này.
Vũ khí chống bức xạ sớm nhất được biết đến là một biến thể của bom dẫn đường bằng radar Blohm & Voss BV 246.

## Home-on-jam
Khi các thiết bị gây nhiễu ngày càng phổ biến, một số tên lửa chống bức xạ hiện có như AGM-88 HARM đã được cải tiến để có thể nhắm mục tiêu vào các thiết bị gây nhiễu như nguồn bức xạ. Sự phổ biến của các thiết bị gây nhiễu cũng dẫn đến việc bổ sung thêm chế độ "home-on-jam" (HOJ) cho các tên lửa thường sử dụng chế độ nhắm mục tiêu khác (ví dụ như dẫn đường bằng radar chủ động, dẫn đường bằng radar bán chủ động, GPS), cho phép chúng chuyển sang chế độ dò tín hiệu bức xạ khi phát hiện ra một nguồn gây nhiễu radar quá mạnh khiến hệ thống radar không thể tìm và theo dõi mục tiêu một cách bình thường. Một số ví dụ có thể kể đến như:
- JDAM và JDAM-ER, bom GPS không đối đất[4]
- AMRAAM, tên lửa không đối không dẫn đường bằng radar chủ động[5]
- R-77, tên lửa không đối không dẫn đường bằng radar chủ động

Không giống như radar, chế độ dò tín hiệu bức xạ không cung cấp thông tin về khoảng cách và phạm vi. Các phiên bản tên lửa chống bức xạ tiên tiến (ví dụ như AGM-78 Standard, AGM-88 HARM và AGM-122 Sidearm) được tích hợp hệ thống dẫn đường quán tính (INS), giúp tên lửa có thể tấn công mục tiêu một cách chính xác ngay cả khi radar bị gây nhiễu.

## Không đối đất
Phần lớn các thiết kế tên lửa chống bức xạ cho đến nay đều được dùng để tấn công các radar mặt đất. Chúng thường được mang theo bởi các máy bay chuyên biệt thực hiện nhiệm vụ áp chế phòng không của đối phương (SEAD) (trong Không quân Hoa Kỳ được gọi là "Wild Weasel"), mục tiêu chính là làm suy yếu hệ thống phòng không của kẻ địch ngay từ giai đoạn đầu của xung đột nhằm tăng khả năng sống sót cho các đợt tấn công tiếp theo. Chúng cũng có thể được dùng để nhanh chóng vô hiệu hóa các trận địa tên lửa đất đối không (SAM) bất ngờ trong các cuộc không kích. Các máy bay hộ tống SEAD còn mang theo bom chùm để đảm bảo rằng sau khi tên lửa chống bức xạ phá hủy radar của hệ thống SAM thì trung tâm chỉ huy, bệ phóng tên lửa và các thành phần hoặc thiết bị khác cũng bị phá hủy, khiến cho trận địa SAM không thể hoạt động trở lại.
Các loại tên lửa chống bức xạ đời đầu, như AGM-45 Shrike, không thực sự thông minh; chúng đơn giản chỉ bám theo nguồn phát xạ và phát nổ khi đến gần. Các kỹ thuật viên vận hành SAM nhanh chóng học được cách tắt radar khi bị tên lửa chống bức xạ nhắm tới, rồi bật lại sau đó, làm giảm hiệu quả của tên lửa. Điều này dẫn tới sự ra đời của các dòng tên lửa chống bức xạ tiên tiến hơn như AGM-78 Standard, AGM-122 Sidearm và AGM-88 HARM có tích hợp hệ thống dẫn đường quán tính (INS). Nhờ đó, chúng có thể ghi nhớ hướng phát xạ của radar nếu nó bị tắt và tiếp tục bay theo hướng đó. Tên lửa chống bức xạ ít có khả năng bắn trúng radar hơn nếu radar bị tắt ngay sau khi tên lửa được phóng, vì radar tắt càng lâu (và giả sử nó không bao giờ bật lại) thì quỹ đạo của tên lửa càng sai lệch. Tên lửa ALARM của Anh có thêm chế độ lảng vảng (chờ thụ động) với dù tích hợp, cho phép nó lơ lửng chậm cho đến khi radar hoạt động lại, khi đó động cơ tên lửa sẽ tái kích hoạt. Ngay cả khi radar dẫn đường tên lửa của đối phương tạm thời tắt cũng có thể mang lại lợi thế lớn cho máy bay của phe ta trong trận chiến.

## Đất đối đất
Một số tên lửa đất đối đất (ví dụ như P-700 Granit, P-500 Bazalt, MM40 Exocet, B-611MR và Otomat) có khả năng sử dụng bộ phận thu của hệ thống dẫn đường bằng radar chủ động để bám theo radar, hệ thống gây nhiễu điện tử (ECM) hoặc các tín hiệu liên lạc của đối phương. Điều này làm cho các loại tên lửa này khó bị đánh chặn hơn đáng kể bằng ECM và các biện pháp đánh lừa khác, đồng thời khiến việc sử dụng tên lửa dẫn đường bằng radar bán chủ động chống lại chúng trở nên kém hiệu quả hơn. Một số tên lửa chống bức xạ phóng từ mặt đất cũng được sử dụng trong Lực lượng Phòng vệ Israel, ví dụ như một biến thể của AGM-45 Shrike có thể được lắp trên khung gầm xe tăng M4 Sherman.

## Đất đối không
Từ các kinh nghiệm đối phó với gây nhiễu do máy bay Hoa Kỳ gây ra trong Chiến tranh Việt Nam và các cuộc chiến tranh ở Trung Đông cuối thập niên 1960, Liên Xô đã thiết kế chế độ bám mục tiêu thay thế cho tên lửa S-75 (SA-2), cho phép bám theo mục tiêu gây nhiễu mà không cần phát tín hiệu radar. Điều này được thực hiện nhờ radar thu của hệ thống SAM có thể khóa vào các tín hiệu nhiễu vô tuyến phát ra từ thiết bị gây nhiễu của máy bay. Trong các tình huống gây nhiễu mạnh, tên lửa được bắn hoàn toàn theo chế độ này; việc bám mục tiêu thụ động như vậy có nghĩa là các trận địa SAM có thể nhắm trúng mục tiêu mà không cần phát sóng radar, khiến tên lửa chống bức xạ của Hoa Kỳ không thể phản công lại. Gần đây, Trung Quốc đã phát triển hệ thống FT-2000 để đối phó với các máy bay AEW và AWACS. Hệ thống này dựa trên HQ-9, vốn dựa trên S-300PMU. Các hệ thống tên lửa chống bức xạ này đã được tiếp thị cho Pakistan và nhiều quốc gia khác.

## Không đối không
Gần đây, các mẫu thiết kế tên lửa chống bức xạ không đối không bắt đầu xuất hiện, nổi bật là Vympel R-27EP của Nga. Những tên lửa này có một số lợi thế kỹ thuật so với các phương pháp dẫn đường tên lửa khác: chúng không kích hoạt hệ thống cảnh báo radar (tạo yếu tố bất ngờ nhất định) và thường có tầm bắn xa hơn.
Vào thập niên 1970, Hughes Aerospace đã có một dự án mang tên BRAZO (tiếng Tây Ban Nha có nghĩa là cánh tay). Dựa trên AIM-7 Sparrow của Raytheon, dự án này được cho là cung cấp khả năng không chiến chống lại các máy bay AWACS của Liên Xô được đề xuất và một số loại máy bay khác có hệ thống radar cực mạnh (chẳng hạn như MiG-25), tuy nhiên dự án đã không được tiến hành.